# اضطراب (ترانه جولیا مایکلز)
«اضطراب» (به انگلیسی: Anxiety) ترانه‌ای از خواننده و ترانه‌نویس آمریکایی جولیا مایکلز با همراهی سلنا گومز، از چهارمین ای‌پی خود، مونولوگ درونی قسمت ۱ (۲۰۱۹) است. این ترانه توسط مایکلز، گومز، اسکات هریس و ای‌ان کرپکتریک نوشته و توسط ای‌ان کرپکتریک تهیه شده‌است. این ترانه در ۲۴ ژانویه ۲۰۱۹ به‌عنوان تک‌آهنگ لید از ای‌پی به رادیوهای استرالیایی ارسال شد.